# 鶴林寺站
鶴林寺站（日语：／ Kakurinji eki */?）是位於兵庫縣加古川市尾上町安田，日本國有鐵道（國鐵）高砂線的鐵路車站（廢站）。站名是取自位車站前方的鶴林寺。
此條目將同時記述於此站附近的北在家停留場。

## 歷史
在此站附近還有一座北在家站（北在家停留場），該站在二戰時廢除。
- 1915年（大正4年）1月26日：播州鐵道（日语：播州鉄道）北在家停留場啟用[1]。
- 1923年（大正12年）12月21日：播州鐵道轉讓給播丹鐵道。
- 1928年（昭和3年）8月3日：升級為車站，名為北在家站[1]。
- 1933年（昭和8年）4月24日：降級為停留場，名為北在家停留場[1]。
- 1943年（昭和18年）6月1日：播丹鐵道線被國有化，同日北在家停留場被廢除[1]。
- 1955年（昭和30年）2月10日：日本國有鐵道開設鶴林寺站，該站為一座客運車站[1]。該站只容許柴油列車停靠[2]。
- 1984年（昭和59年）12月1日：隨著高砂線全線廢除，此站也被廢除[1]。

## 車站構造
此站為地面車站和無人車站，設有1面1線的單式月台。

## 車站周邊
- 鶴林寺
- 國道250號
- 神鋼鋼線工業（日语：神鋼鋼線工業）尾上事業所

## 相鄰車站
日本國有鐵道（國鐵）
高砂線
野口－鶴林寺－尾上

## 注腳
1. 1 2 3 4 5 6 7 8  石野哲 (编).  初版. JTB. 1998-10-01: 242. ISBN 978-4-533-02980-6 （日语）.
2. ↑  . 鐵道公報 (日本國有鐵道總裁室文書課). 1955-02-08: 2 （日语）.

## 相關項目
- 日本鐵路車站列表 Ka